# 歐文 (堪薩斯州)
歐文（英語：Irving）是位於美國堪薩斯州馬歇爾縣的一個鬼鎮。

## 地理
歐文所處的海拔為高於海平面348米（即1142英呎），而該地所採用的時區為UTC-6，即北美中部時區（CST）。同時該地設有夏令時間，為UTC-6調快一小時，即UTC-5（CDT）。